# かりすま〜ず
かりすま〜ずは、吉本興業に所属する日本の夫婦お笑いコンビ。浜崎あゆみのモノマネ芸人・あゆと、矢沢永吉のモノマネ芸人・幹てつやからなる。

## メンバー
幹 てつや（みき てつや　1967年7月5日（58歳） - ）
- 身長178cm、血液型O型[1]。
- 大阪府出身[1]。

あゆ（1984年10月9日（40歳） - ）
- 身長165cm、血液型B型[1]。
- 茨城県出身[1]。
- 激辛料理好き[1]。
- 特技はものまね、ダンス。書道5段の資格有り[1]。
- かつては久保 美沙（くぼ みさ）の芸名で活動[2][3]。かつて所属していた事務所は「KRエンターテイメント」[4]。
- 2012年10月1日付けでよしもとクリエイティブエージェンシー（当時）へ所属が決まる[2]。そして同時に芸名を現在の「かりすま〜ず あゆ」に改名[2]。

## 来歴
あゆが吉本に移籍した2012年に結成。公式な結成前の2011年の時点で既に現在のコンビとして活動をしていた。
2014年に結婚、夫婦お笑いコンビとなる。2015年7月20日にラスベガスで挙式。2017年1月25日、第一子の長男が誕生。2020年2月1日、第二子の長女が誕生。

## 出演

### テレビ
- ものまね紅白歌合戦(フジテレビ)
- コサキン・天海の超発掘!ものまねバラエティー マネもの（フジテレビ）あゆのみ
- 芸人報道(日本テレビ)
- なら婚（日本テレビ）- 不定期ゲスト
- ものまねグランプリ(日本テレビ)
- くりぃむナントカ(テレビ朝日)
- 結婚したら人生劇変!○○の妻たち（TBS）- 2017年6月12日
- 痛快!明石家電視台（毎日放送）[10]
- しゃべくり007（日本テレビ）
- 吉本坂46が売れるまでの全記録（テレビ東京）
- 青のSP―学校内警察・嶋田隆平―（関西テレビ放送制作、フジテレビ系）- 2021年1月12日（第1話）[11]
- ウチのガヤがすみません!（日本テレビ）
- 水曜日のダウンタウン（TBS）- 2021年6月16日[12]
- イタズラジャーニー(フジテレビ)

### ラジオ
- かりすま鹿島（エフエムかしま、第1・3・5水曜日）
- 爆笑問題の日曜サンデー（TBSラジオ）- 2015年10月25日

### ネットラジオ
- 知っ得！エンタメ！トリビア酒場[13]（stand.fm、2020年12月24日 - ） - 幹てつやのみ
- 年の差夫婦芸人『かりすま〜ずの夫婦坂ラジオ』[14]（stand.fm、2021年1月20日 - 2021年5月15日）

## 楽曲
- 夫婦坂 〜Sadame〜（デジタルコンテンツ）[15]
  - c/w「君がいるだけで」